# (1859) Kovalevskaïa
(1859) Kovalevskaïa (désignation internationale (1859) Kovalevskaya) est un astéroïde de la ceinture principale extérieure découvert le 4 septembre 1972 par l'astronome russe Lioudmila Jouravliova.

## Historique
L'astéroïde fut découvert par l'astronome Lioudmila Jouravliova à Nauchnyj le 4 septembre 1972. Sa désignation provisoire était 1972 RS2 puis il fut nommé en l'honneur de la mathématicienne russe Sofia Kovalevskaïa.